# Trididemnum spongia
Trididemnum spongia är en sjöpungsart som beskrevs av Monniot 1991. Trididemnum spongia ingår i släktet Trididemnum och familjen Didemnidae. Inga underarter finns listade i Catalogue of Life.